# Turraea obtusifolia
Turraea obtusifolia là một loài thực vật có hoa trong họ Meliaceae. Loài này được Hochst. miêu tả khoa học đầu tiên năm 1844.